# 206-та стрілецька дивізія (СРСР)
206-та стрілецька дивізія (206 сд) — стрілецька дивізія, загальновійськове з'єднання РСЧА в роки Німецько-радянської війни.

## Бойовий шлях

### I формування
206-та стрілецька дивізія формувалась у березні — червні 1941 року в складі Одеського військового округу в Дніпропетровській і Запорізькій областях Української РСР. Особовий склад був укомплектований переважно місцевими жителями, які раніше проходили службу в РСЧА, тобто були призвані із запасу. Дивізія була включена до складу 7-го стрілецького корпусу, що передавався в безпосереднє розпорядження Південного фронту.
Вранці 5 липня 1941 року дивізія вступила в бій в Шепетівському укріпленому районі, де противник тіснив з єднання 6-ї Армії. Однак частинам 7-го ск (147 і 206 сд) не вдалося змінити ситуацію, і їм довелося його залишити.
З 5 по 7 липня того ж 1941 року 206-та стрілецька дивізія перебувала в оточенні в районі Шепетівки і з боєм, зазнаючи важких втрат, прорвала кільце й вийшла в район Житомира.
8 липня 1941 року 206 сд вела бій у районі Новоград-Волинського. У цей день 3-й моторизований корпус 1-ї танкової групи Вермахту прорвався через позиції Новоград-Волинського УРу і став просуватися в бік Житомира. 9 липня 13-та танкова дивізія німців захопила Житомир. Радянське командування було змушене вжити заходів щодо організації оборони Києва. У ніч на 11 липня частинам 206 сд було наказано зосередитися у Фастова, організувавши кругову оборону.
Після прориву противника до річки Ірпінь і виходу до переднього краю Київського укріпленого району (КиУР) дивізія була перекинута до Києва, і з 13 липня вона зайняла оборону на лінії Київського укріпрайону. На 13 липня дивізія нараховувала 3579 осіб, 5 152-мм гаубиць, 1 122-мм гаубицю і 8 45-мм пт гармат і 2 82-мм міномети.
До початку серпня дивізія не мала зіткнення з противником. 1—2 серпня противник вийшов на передові рубежі оборони укріпрайону, а з 4 серпня почався штурм КиУРа частинами 29-го армійського корпусу Вермахту. Противнику вдалося прорвати фронт лівофлангової 147 сд і, блокувавши або знищивши гарнізони УРів, прорватися до 5 серпня до Гатного. 6 серпня для ліквідації противника, який прорвався в напрямку населених пунктів Гатне і Чабани.
Розвиваючи наступ, німці заволоділи північною околицею Гатного і перехрестям двох доріг південніше Пирогова, прагнучи завдати головного удару в напрямку по дорозі на Київ.
8 серпня частини 206 сд повели наступ і під вогнем противника до 18:00 зайняли наступний рубіж: 722 сп — 200 м на північний захід від Гатного, 748 сп — північно-східна околиця Жулян. 737 сп з двома батальйонами інтендантських курсів наступав на висоту 188.6.
Вранці 11 серпня бійцям дивізії вдалося захопити Гатне, і весь день вони вели бій у цьому районі. 12 числа дивізія продовжила наступ і на 14 серпня вийшла до хутора Чабани, де була зупинена.
10 серпня противник припинив штурм Києва. Втрати 29-го армійського корпусу Вермахту були достатньо високі. 37-ма армія, діставши підкріплення, перейшла в контрнаступ. До 14 серпня противник був відкинутий на лінію Юрівка — Хотів. Тим самим положення перед німецьким наступом було практично відновлено. Аж до середини вересня німецькі війська більше не робили спроб штурму Києва.
Оборона Києва тривала до середини вересня, аж поки рухливі з'єднання 1-ї та 2-ї танкових груп противника з'єдналися в районі Лохвиці, завершивши оточення значної частини військ Південно-Західного фронту.
Виходячи з оточення, у ніч на 19 вересня радянські війська залишили Київ.
З 19 по 21 вересня, будучи частинами прикриття 206 сд і 4-та дивізія НКВС вели ар'єргардні бої, повільно відступаючи до Дніпра. Ці два з'єднання останніми відійшли з Києва на лівий берег Дніпра, підірвавши за собою мости.
Відійшовши на лівий берег Дніпра 206 сд і 4-та дивізія НКВС опинились у тилу противника, тобто у глибокому оточенні. Командир 206-ї стрілецької дивізії полковник Сергій Горшков ухвалив рішення на вихід решток дивізії з боями у напрямі м. Конотоп.
22 вересня 206-та стрілецька дивізія веде в оточені бій в районі Борисполя з переважаючими силами противника. У бою був поранений комдив Сергій Горшков, який залишився у строю і продовжив командувати дивізією. Зрештою, залишки дивізії врукопаш вирвалися з оточення і з боями стала відходити на схід в напрямі Бєлгорода.
З 23 жовтня по 3 листопада 1941 року 206-та стрілецька дивізія з боями пройшла близько 500 км по тилах ворога і в перших числах листопада з боєм вийшла в район м. Короча Бєлгородської області, де і з'єдналася з передовими частинами РСЧА, які вели оборонні бої з противником. 206 сд вийшла з оточення зі зброєю в руках і зберігши бойовий прапор дивізії. Особовий склад підрозділів дивізії зазнав значних непоправних втрат і був підпорядкований іншим частинам РСЧА. У грудні 1941 року 206-та стрілецька дивізія була розформована.

### II формування
Знову 206-та стрілецька дивізія сформована на початку 1942 року в районі м. Бугуруслан (Оренбурзька область). До травня 1942 року частини були повністю укомплектовані особовим складом і зброєю.
4—5 липня дивізія прибула ешелонами в район Лиски — Бобров Воронезької області. Уже під час вивантаження на станціях Лиски й Ікорець ешелони дивізії потрапили під бомбардування і зазнали перших втрат.
10 липня 1942 року 206 сд, перейшовши в підпорядкування 40-ї армії від Брянського фронту, пізніше, з листопада 1943 року і до кінця війни буде в складі стрілецьких корпусів 27-ї армії.
30 січня 1944 року перейшов у наступ 748-й стрілецький полк та звільнив місто Канів.
Бойовий шлях дивізії ішов через бої за Воронеж, зимовий наступ 1943 року, Курську битву, звільнення Лівобережної України, форсування Дніпра, Корсунь-Шевченківська та Умансько-Ботошанська операції, бойові дії в Карпатах, на території Румунії, Угорщини, Чехословаччини і зрештою зустріла перемогу на території Австрії.
,На підставі постанови Ради Міністрів СРСР від 3 травня 1946 року № 976-408сс, директиви Начальника Генерального штабу Збройних сил СРСР № 0023 від 10 травня 1946 року і наказу 27-ї армії від 12 травня 1946 року за № 00117 206-та стрілецька Корсунська Червонопрапорна орденів Суворова, Кутузова і Богдана Хмельницького дивізія 20 червня 1946 року розформовувалась.

## Підрозділи дивізії

### I формування
- 722-й стрілецький полк
- 737-й стрілецький полк
- 748-й стрілецький полк
- 661-й артилерійський полк
- 714-й гаубичний артилерійський полк
- 35-й окремий винищувально-протитанковий дивізіон
- 407-й окремий зенітний артилерійський дивізіон
- 286-й розвідувальний батальйон
- 374-й саперний батальйон
- 586-й окремий батальйон зв'язку
- 361-й медико-санітарний батальйон
- 306-й взвод дегазації
- 679-й автотранспортний батальйон
- 467-й польовий автохлібозавод
- 358-ма польова поштова станція
- 40-ва польова каса Держбанку

### II формування
- 722-й стрілецький полк
- 737-й стрілецький полк
- 748-й стрілецький полк
- 661-й артилерійський полк
- 35-й окремий винищувально-протитанковий дивізіон
- 122-га (89-та) зенітна артилерійська батарея — до 20.04.43
- 286-та розвідувальна рота
- 374-й саперний батальйон
- 586-й окремий батальйон зв'язку (664 окрема рота зв'язку)
- 361-й медико-санітарний батальйон
- 508-ма окрема рота хімзахисту
- 244-та автотранспортна рота
- 427-ма польова хлібопекарня
- 892-й дивізійний ветеринарний лазарет
- 1680-та польова поштова станція
- 1083-тя польова каса Держбанку

## Командири
- Горшков Сергій Ілліч (14.03.1941 — 27.12.1941), полковник
- Черніков Олександр Никифорович (26.12.1941 — 15.04.1942), генерал-майор
- Кишкин-Іваненко Федір Михайлович (16.04.1942 — 28.10.1942), полковник
- Іванов Микола Іванович (29.10.1942 — 31.12.1942), полковник
- Цукарев Самуїл Ілліч (01.01.1943 — 11.05.1943), полковник
- Рутько Віктор Іванович (12.05.1943 — 11.08.1943), підполковник, з 18.06.1943 полковник
- Меркулов Серафим Петрович (12.08.1943 — 19.09.1943), генерал-майор
- Дудка Лука Минович (20.09.1943 — 21.09.1943), підполковник
- Іванівський Микола Михайлович (22.09.1943 — 31.12.1943), полковник (загинув 31.12.1943, похований у м. Переяслав)
- Іванченко Микола Андрійович (01.01.1944 — 21.01.1944), підполковник
- Колесніков Володимир Павлович (22.01.1944 — 15.05.1944), полковник (загинув)
- Калінін Василь Іванович (16.05.1944 — 05.07.1944), генерал-майор
- Абрамов Олексій Максимович (06.07.1944 — 28.09.1944), полковник
- Дременков Федір Іванович (29.09.1944 — 09.05.1945), полковник

## Відомі персоналії дивізії
- Алпатова Любов Яківна — лікар-хірург військово-медичної служби 206 сд. Під час битви за Київ потрапила у полон і багато років провела в німецьких концтаборах, де надавала допомогу, попри тяжкі умови часом і хірургічну, військовополоненим.

## Вшанування пам'яті
- На честь дивізії названа вулиця в Каневі.
- У дворі київської школи № 35 встановлено обеліск, присвячений 206-й стрілецькій дивізії.